# ایسکایلارجانکو
ایسکایلارجانکو (به اسپانیایی: Iscailarjanco) یک کوه در پرو است که در Peru, Puno Region, El Collao Province, Tacna Region, Candarave Province واقع شده‌است. ایسکایلارجانکو ۵٬۴۱۵ متر بالاتر از سطح دریا واقع شده‌است.